# Kanton Ganges
Ganges is een voormalig kanton van het Franse departement Hérault. Het kanton maakte sinds november 2009 deel uit van het arrondissement Lodève, daarvoor behoorde het tot het arrondissement Montpellier. Het werd opgeheven bij decreet van 26 februari 2014 met uitwerking op 22 maart 2015. Alle gemeenten werden toegevoegd aan het kanton Lodève.

## Gemeenten

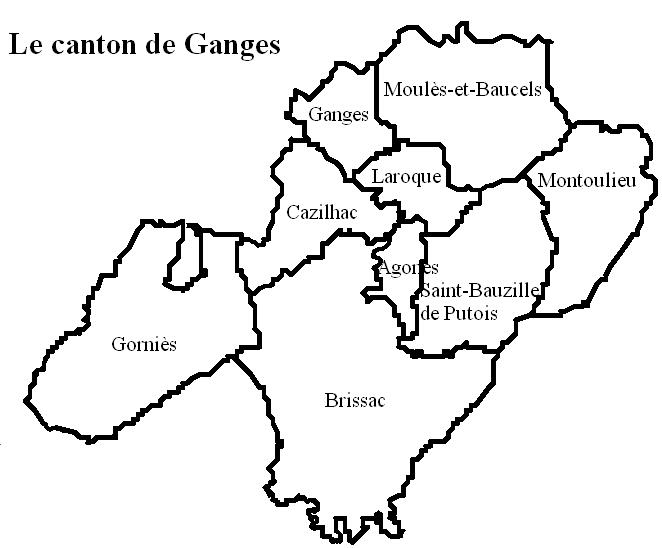
Ligging van gemeenten binnen het kanton

Het kanton Ganges omvatte de volgende gemeenten:
- Agonès
- Brissac
- Cazilhac
- Ganges (hoofdplaats)
- Gorniès
- Laroque
- Montoulieu
- Moulès-et-Baucels
- Saint-Bauzille-de-Putois